# Nixus Plantarum
Nixus Plantarum (abreviado Nix. Pl.) es un libro con ilustraciones y descripciones botánicas que fue escrito por el paleontólogo, naturalista y botánico británico John Lindley y publicado en Londres en el año 1833.